# LGBT práva v Burundi

Duhová mapa Burundi

Lesby, gayové, bisexuálové a transsexuálové (LGBT) jsou v Burundi postaveni mimo zákon a čelí jistým problémům, s nimiž se zbytek populace nesetkává. Stejnopohlavní styk je zde ilegální, jak mezi muži, tak i mezi ženami.

## Zákony týkající se stejnopohlavní sexuální aktivity
Podle neoficiálního anglického překladu § 567 burundského trestního zákoníku se ten, kdo vykoná soulož s osobou téhož pohlaví dopouští trestného činu, za nějž mu hrozí odnětí svobody v délce trvání 3 měsíců až 2 let a peněžitý trest ve výši 50 tisíc až 100 tisíc franků.
Výňatek z burundského trestního zákoníku ve francouzštině:
| „ | Quiconque fait des relations sexuelles avec la personne de même sexe est puni d’une servitude pénale de trois mois à deux ans et d’une amende de cinquante mille francs à cent mille francs ou d’une de ces peines seulement. | “ |

## Stejnopohlavní soužití
Článek 29 Ústavy Republiky Burundi stejnopohlavní manželství nepřipouští.
Výňatek z Ústavy Republiky Burundi ve francouzštině:
| „ | La liberté de se marier est garantie, de même que le droit de choisir son ou sa partenaire. Le mariage ne peut être conclu qu’avec le libre et plein consentement des futurs époux. Le mariage entre deux personnes de même sexe est interdit. | “ |

## Adopce dětí
Podle informací z webových stránek francouzské vlády se osvojiteli dětí mohou stát manželské páry, případně jednotlivci. Na stránkách nebyla nalezena žádná informace o tom, že by LGBT osoby byly z adopčního procesu vyřazeni.

## Shrnutí
Ačkoliv zákon homosexuální aktivitu trestá, nebyly během poslední doby zaznamenány případy trestního řízení proti homosexuálům. 17. května 2011 začalo v Bujumbuře fungovat Centrum Remuruka poskytující urgentní pomoc LGBT komunitě. Vláda centru i ostatním LGBT organizacím neposkytla žádnou podporu, ale ani proti nim nepodnikla žádné kroky.

## Životní podmínky
| Legální stejnopohlavní styk                                          | (Trest: 3 měsíce až 2 roky vězení, pokuta)                                               |
| Stejný věk legální způsobilosti k pohlavnímu styku pro obě orientace | No                                                                                       |
| Anti-diskriminační legislativa ohledně projevů nenávisti a násilí    | No                                                                                       |
| Anti-diskriminační zákony v zaměstnání                               | No                                                                                       |
| Anti-diskriminační zákony v přístupu ke zboží a službám              | No                                                                                       |
| Stejnopohlavní manželství                                            | (ústavní zákaz)                                                                          |
| Jiná forma stejnopohlavního soužití                                  | No                                                                                       |
| Adopce dítěte partnera                                               | No                                                                                       |
| Společná adopce stejnopohlavními páry                                | (Nejsou známy žádné zákonné překážky bránící osvojení dítěte homosexuálnímu jednotlivci) |
| Gayové a lesby mohou otevřeně sloužit v armádě                       |                                                                                          |
| Možnost změny pohlaví                                                |                                                                                          |
| Přístup k umělému oplodnění pro lesbické ženy                        | No                                                                                       |
| Náhradní mateřství pro gay páry                                      | No                                                                                       |